# Standing Rock (Alabama)
Standing Rock ist ein von der Volkszählung ausgewiesener Ort (Census-designated place, CDP) und eine nicht rechtsfähige Gemeinde im Chambers County im Bundesstaat Alabama in den USA.

## Geographie
Nach Angaben des United States Census Bureau hat Standing Rock eine Gesamtfläche von 62,86 km², von denen 62,52 km² Land und 0,34 km² Wasser sind. Es liegt 208 Meter über dem Meeresspiegel.

### Lage
Der Ort liegt nur rund einen Kilometer von der Staatsgrenze zum Bundesstaat Georgia entfernt.

## Demografie
Das U.S. Census Bureau hat bei der Volkszählung 2020 eine Einwohnerzahl von 132 ermittelt. Er hat eine Bevölkerungsdichte von 2 Einwohnern je km².